# Zenon Matysiak
Zenon Matysiak (ur. 3 stycznia 1929 w Warszawie) – pułkownik Sił Zbrojnych Polskiej Rzeczypospolitej Ludowej, pilot, doktor nauk humanistycznych.

## Życiorys
Przez cały okres wojny przebywał w Warszawie. Po upadku powstania warszawskiego schronił się wraz z rodziną w Czarnocinie w województwie kieleckim. W 1947 roku wraz z rodziną przeniósł się do Łodzi, gdzie ukończył szkołę średnią i zdał egzamin maturalny. W 1948 roku rozpoczął naukę w Oficerskiej Szkole Lotniczej w Dęblinie. Uczył się w 21 grupie nawigatorów. Promowany 3 września 1950 roku w stopniu chorążego nawigatora. Początkowo skierowany do służby w 7 Pułku Lotnictwa Bombowego. W 1953 roku awansował na stanowisko nawigatora klucza i mianowany na stopień porucznika. Po przeniesieniu do Bydgoszczy przeszkalał się na nowy samolot bombowy o napędzie odrzutowym Ił-28. Następnie służył w 59 Pułku Szkolno-Bojowym Oficerskiej Szkoły Lotniczej w Białej Podlaskiej na stanowisku nawigatora 6 eskadry samolotów podstawowych Po-2. Wykonywał loty na samolotach Jak-18, Jak-11, MiG-15, Lim-2, Junak-3, TS-8 Bies, Jak-12 spędzając w powietrzu jako pilot 2350 godzin. Od 1961 studiował w Wojskowej Akademii Politycznej, uzyskując dyplom magistra pedagogiki wojskowej w 1965 roku. Po ukończeniu studiów był zastępcą dowódcy 33 Pułk Lotnictwa Rozpoznania Operacyjnego. Od 1970 roku służył w Zarządzie Politycznym Dowództwa Wojsk Lotniczych w Poznaniu.
W 1974 uzyskał stopień doktora nauk wojskowych w dziedzinie psychologii lotniczej. Członek PZPR. Zawodową służbę wojskową zakończył w październiku 1989 roku, po 41 latach służby wojskowej.
Autor wielu publikacji na temat historii lotnictwa polskiego.

## Odznaczenia
- Krzyż Oficerski Orderu Odrodzenia Polski
- Krzyż Kawalerski Orderu Odrodzenia Polski
- Złoty Krzyż Zasługi
- Medal 40-lecia Polski Ludowej
- Złoty Medal „Siły Zbrojne w Służbie Ojczyzny”
- Srebrny Medal „Siły Zbrojne w Służbie Ojczyzny”
- Brązowy Medal „Siły Zbrojne w Służbie Ojczyzny”
- Złoty Medal „Za zasługi dla obronności kraju”
- Srebrny Medal „Za zasługi dla obronności kraju”
- Brązowy Medal „Za zasługi dla obronności kraju”
- inne medale i odznaczenia

## Źródła
- Zenon Matysiak, W szeregu lotniczych pokoleń. Dzieje podchorążych XXII promocji Oficerskiej Szkoły Lotniczej w Dęblinie 1948-1950, Zespół Wydawniczy Wojsk Lotniczych i Obrony Powietrznej, Poznań 1998, str. 188-189